# Parabaena denudata
Parabaena denudata är en tvåhjärtbladig växtart som beskrevs av Friedrich Ludwig Diels. Parabaena denudata ingår i släktet Parabaena och familjen Menispermaceae. Inga underarter finns listade i Catalogue of Life.